# St. Bruno (Bartoszyce)

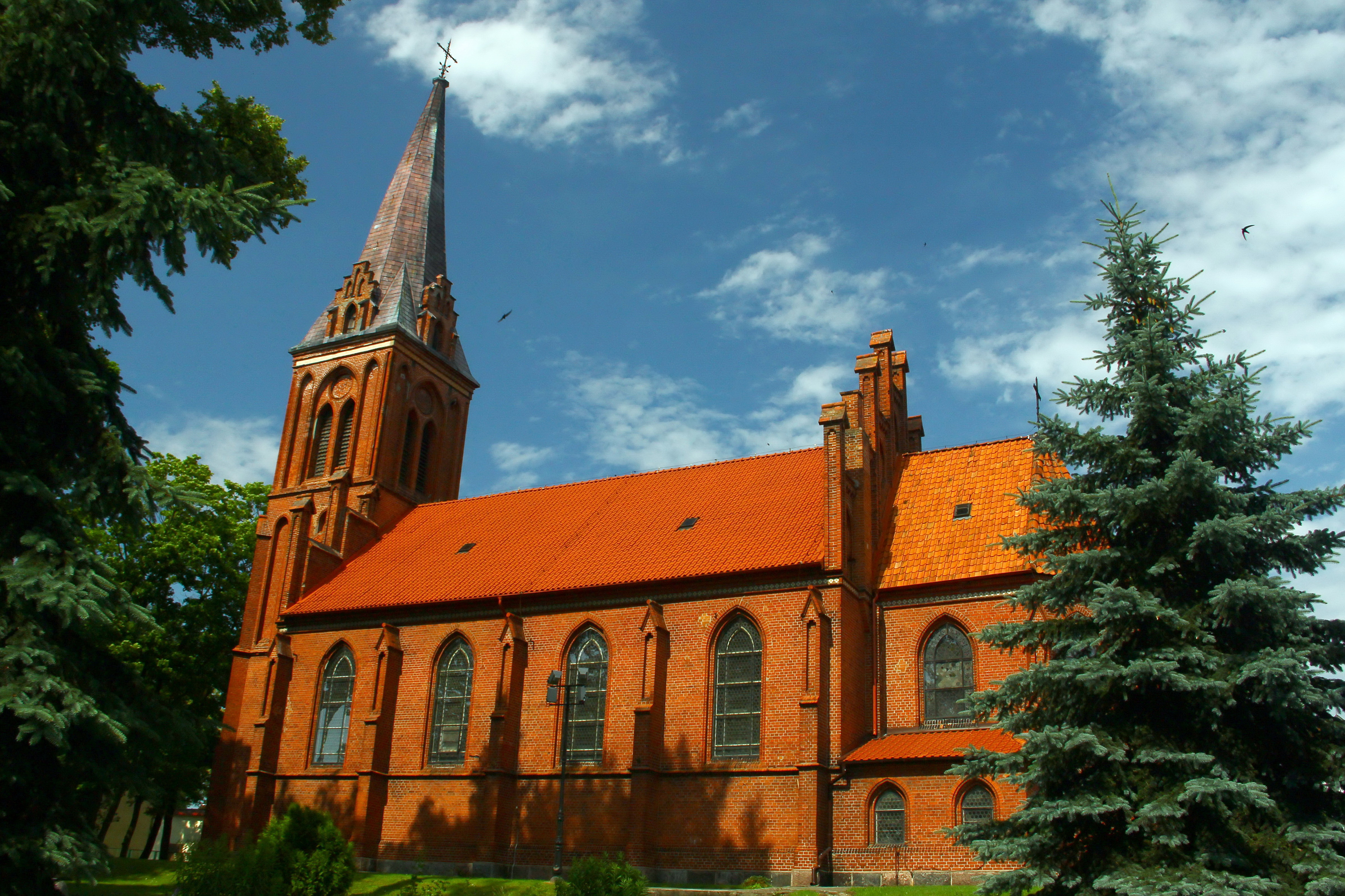
Bartenstein, St. Bruno

St. Bruno (polnisch: Kościół św. Brunona) ist eine römisch-katholische Pfarrkirche in Bartoszyce (deutsch Bartenstein), einer Stadt in der Woiwodschaft Ermland-Masuren in Polen.
Nachdem Bartenstein während der Reformation bereits 1525 mit der Stadtkirche und der Johanniskirche vollständig evangelisch geworden war, kam es erst im ausgehenden 19. Jahrhundert durch die Bemühungen des Bistums Ermland und des Adalbertusvereins zur Wiederbegründung einer katholischen Pfarrkirche in der Stadt. Nach Plänen des Münsteraner Diözesanbaumeisters Hilger Hertel wurde in den Jahren 1882–1883 die bestehende Kirche in einfachen neugotischen Formen als Saalkirche mit polygonalem Chor und Westturm erbaut. Die Weihe der Kirche auf das Patrozinium des in der Slawenmission um 1000 tätigen Heiligen Brun von Querfurt und die gleichzeitige Gründung der katholischen Pfarrei wurden am 10. September 1889 von dem ermländischen Bischof Andreas Thiel vollzogen. 
Der mit Sterngewölben versehene Kirchenraum besitzt neben seiner bauzeitlichen Ausstattung eine von der Glasmalereiwerkstatt Joseph Machhausen in Koblenz geschaffene Farbverglasung mit den Gestalten des Titelheiligen sowie mit Adalbert von Prag und Bonifatius zweier weiterer Missionsheiliger.